# Яновський Степан Дмитрович
Яновський Степан Дмитрович (1815 — 1 [13] липня 1897, Швейцарія) — лікар Федора Михайловича Достоєвського, який спостерігав за станом здоров'я письменника в 1846—1849 роках. Автор спогадів про Достоєвського («Російський вісник», 1885, № 176). Риси характеру Яновського, а також деякі події його сімейного життя знайшли відображення в образі Павла Павловича Трусоцького («Вечный муж»).

## Біографія
Отримав спеціальну освіту в Московському відділенні Петербурзької медико-хірургічної академії. Етапи його ранньої професійної біографії включали службу в Преображенському полку, куди він був зарахований взимку 1837 року на посаду лікаря, а також лікарську діяльність і читання курсу лекцій з природної історії в Лісовому і межевому інституті. В середині 1840-х років, отримавши місце в Департаменті казенних лікарських збирань при Міністерстві внутрішніх справ, доктор почав власну практику, яка дозволила йому увійти в коло петербурзьких літераторів. У 1855 році Степан Дмитрович одружився з акторкою Александринського театру Олександрою Іванівною Шуберт; шлюб тривав 8 років. У 1871 році Яновський вийшов у відставку.
У 1872 переіхав до Києва.

У 1877 поїхав до Швейцарії, де і помер в 1897 році.